# L'invincibile Superman
L'invincibile Superman, conosciuto anche come Superargo e i giganti senza volto, Il re dei criminali, o più semplicemente Superargo - L'invincibile Superman, è un film del 1968 scritto e diretto da Paolo Bianchini con lo pseudonimo di Paul Maxwell. È un film fantascientifico di supereroi, frutto di una coproduzione italo-spagnola. Costituisce il seguito di Superargo contro Diabolikus diretto da Nick Nostro.

## Trama
Superargo combatte contro i robot umanoidi radiocomandati. Uno dei suoi amici intende uccidere Superargo.

## Distribuzione
Il film fu sottoposto alla commissione di censura italiana nel settembre 1967, ma non fu distribuito fino a gennaio 1968 nelle sale italiane. Il film è stato distribuito in home video negli Stati Uniti da varie etichette, tra le quali Code Red in accoppiata con Wacky Taxi e come parte della raccolta Cinema Insomnia, dove è inframmezzato da un commento comico di Mr. Lobo come nello show Mystery Science Theater 3000. Rifftrax ha distribuito una versione con i propri commenti ironici nel dicembre 2016.

### Titoli di distribuzione
- Titolo italiano: L'invincibile Superman
- Titoli alternativi (italiano): Il re dei criminali, Superargo
- Spagnolo: Superargo, el gigante
- Inglese: Superargo and the Faceless Giants
- Titoli alternativi (inglese): Superargo, The King of Criminals, Superargo the Giant.

## Accoglienza

### Critica
In una recensione del tempo, il Monthly Film Bulletin dichiarava che "in una gerarchia di supereroi, Superargo [...] deve collocarsi più in basso di Jim della giungla." La recensione rilevava Guy Madison "completamente fuori ruolo" come "uno dei cattivi dall'aspetto più inoffensivo". La recensione conclude che il film potrebbe "piacere ai bambini più facili da accontentare, ma gli appassionati di fumetti troveranno ancor meno a ispirarli qui che in Doc Savage."
Fantafilm scrive che "l'eroe (l'attore Ken Wood, all'anagrafe Giovanni Cianfriglia), che sembra aver sottratto il costume dall'armadio dell'Uomo mascherato [...], è parente molto stretto dei super-eroi forzuti e mascherati del cinema messicano."